# Reprezentacja Wyspy Bożego Narodzenia w piłce nożnej mężczyzn
Reprezentacja Wyspy Bożego Narodzenia w piłce nożnej – reprezentacja piłkarska Wyspy Bożego Narodzenia. Federacja piłkarska wyspy nie należy do Międzynarodowej Federcji Piłki Nożnej (FIFA) ani Konfederacji Piłkarskiej Oceanii (OFC). Z tej racji nie może brać udziału w Mistrzostwach Świata ani Pucharze Narodów Oceanii. Wyspa Bożego Narodzenia jest terytorium zależnym od Australii, ale mimo tego nie należy do Australijskiego Związku Piłki Nożnej. Na wyspie znajduje się Stadion narodowy pod nazwą Highschool Soccer Field.
Z racji dużej odległości do stałego lądu i niskiego budżetu federacji, reprezentacja rozgrywa jedynie spotkania piłkarskie z reprezentacją Wysp Kokosowych w ramach turnieju Inter Island Cup. Drużyny grają ze sobą dwa mecze, które wyłaniają zwycięzcę. Od 1994 roku turniej ten zorganizowano pięciokrotnie (cztery razy wygrała reprezentacja Wyspy Bożego Narodzenia, raz drużyna z Wysp Kokosowych).
Dotychczasowe edycje imprezy (na pierwszym miejscu gospodarz zawodów):

## Nieoficjalne mecze międzynarodowe
| Rok  | Gospodarz               | Wyniki       | Gość                    | Turniej          |
| 1994 | Wyspy Kokosowe          | 1 – 4 4 – 0  | Wyspa Bożego Narodzenia | Inter Island Cup |
| 1997 | Wyspa Bożego Narodzenia | 10 – 3 3 – 0 | Wyspy Kokosowe          | Inter Island Cup |
| 1999 | Wyspa Bożego Narodzenia | 3 – 1 4 – 0  | Wyspy Kokosowe          | Inter Island Cup |
| 2004 | Wyspy Kokosowe          | 1 – 3 1 – 0  | Wyspa Bożego Narodzenia | Inter Island Cup |
| 2005 | Wyspy Kokosowe          | 1 – 0 0 – 2  | Wyspa Bożego Narodzenia | Inter Island Cup |

Piłkarze reprezentacji Wyspy Bożego Narodzenia rozegrali dotąd 10 meczów. Bilans to 7 zwycięstw i 3 porażki. Bilans bramkowy 29 strzelonych i 12 straconych goli.

## Osiągnięcia
- Zwycięstwo w Inter Islands Cup

## Obecny skład
- ABAS Nasir
- ABDULLAH Ahmad Risal
- AHMAD Shahran
- ARRIF Muslih
- AZIZ Nasir
- DARDAK Othman
- DEGIUSEPPE Robert
- DUNGAREES Mohammed
- HASSAN Abdul Halim
- JOHARI Edly
- JOHARI Shafik
- KAMSAH Falik
- KASSIM Fauzi
- KAWI Shaffie
- KHAMIS Zairol
- KINNEAR McDougall
- MELAN Eppy
- MELAN Norizwan
- PALMER Dan
- PENG TONG Mah
- PEREIRA Imran
- PLIMMER Alex
- RAINBOW Jonny
- SALLEH Shahran
- SANTA David